# Antonio Genovesi

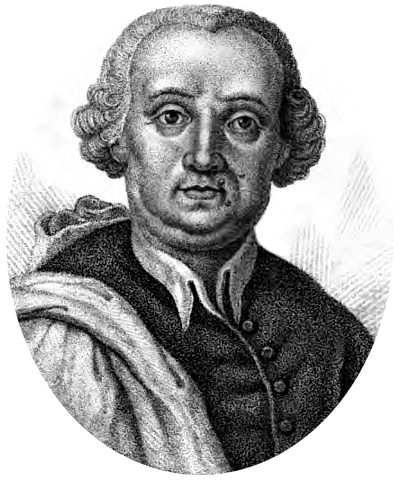
Antonio Genovesi

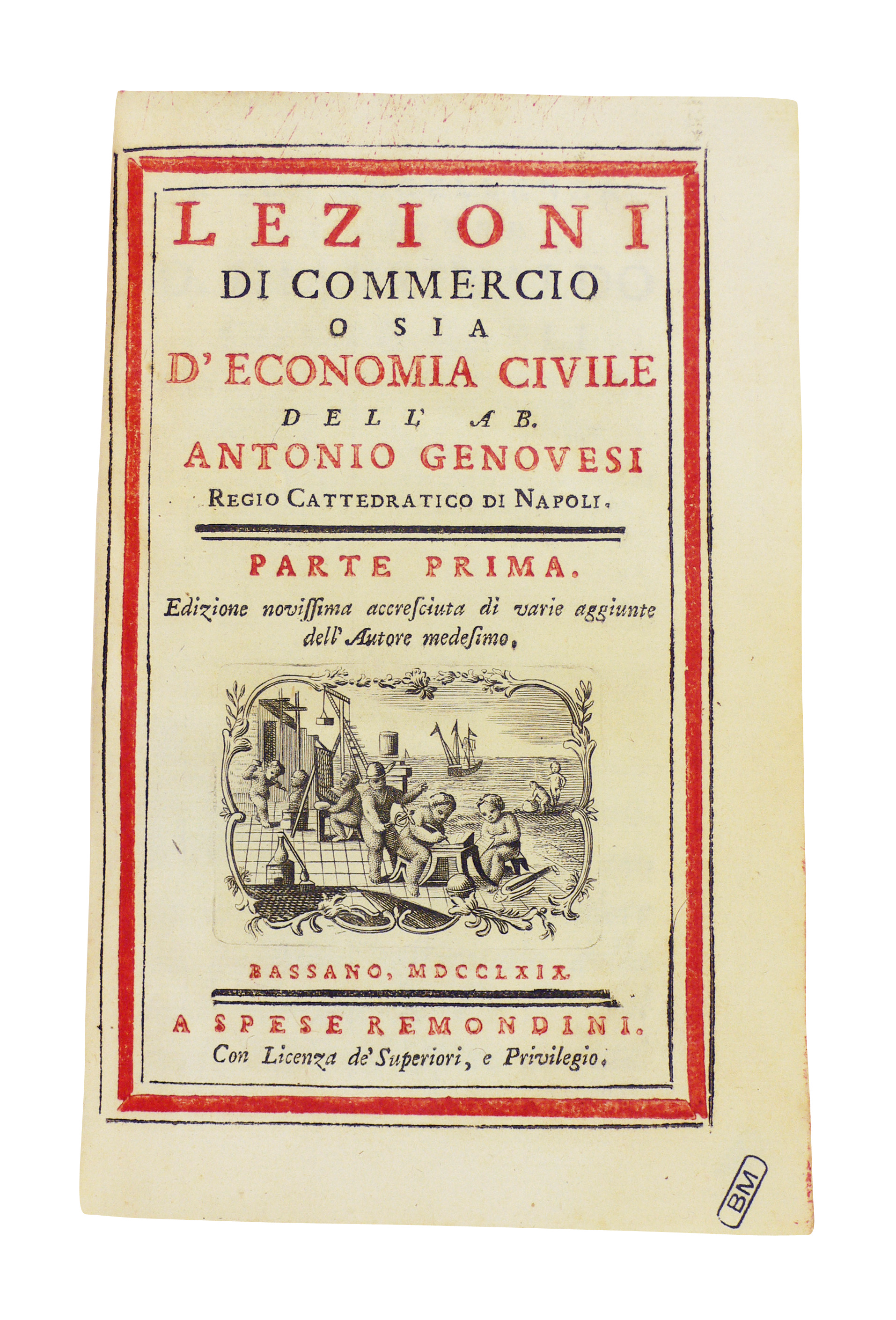
Lezioni di commercio, 1769

Antonio Genovesi (* 1. November 1712 in Castiglione; † 12. September 1769 in Neapel) war ein italienischer Philosoph der Aufklärung.
Nach Empfang der Priesterweihen im Jahr 1736 wandte sich Genovesi nach Neapel und wurde vier Jahre später an der dortigen Universität als Lehrer der Metaphysik bestellt. Von 1743 an erschien der erste Band seiner Disciplinarum Metaphysicarum Elementa, 1745 veröffentlichte er Abhandlungen über Logik und Naturwissenschaften.
Als im Jahr 1754 der florentinische Handelsmann Bartolomeo Intieri in Neapel den ersten Lehrstuhl für Handel und Mechanik (d. h. Wirtschaftspolitik) in Europa begründete, wurde Genovesi dessen erster Inhaber. Sein Lehrbuch Lezioni di commercio o sia d’economia civile (1765) war das erste umfassende Werk zum Thema Nationalökonomie in Italien; hier entwickelte er – ausgehend von den Wünschen der Menschen – eine erste eingehende Nachfragetheorie. Mit seinem Versuch, freie Konkurrenz mit Protektionismus zu vereinen, löste sich seine Lehre vom bis dahin überwiegenden Merkantilismus. Anders als der – gleichfalls merkantilismuskritische – Fénelon betonte Genovesi die Bedeutung des Produktionsfaktors Arbeit. Besonderen Widerstand rief sein Vorschlag hervor, den Landbesitz von Ordensgemeinschaften zu enteignen.
Genovesi starb 1769 als Professor der Philosophie in Neapel, neben seinen epochemachenden Schriften über Nationalökonomie bewies er durch seine Logik (De arte logica, 1742) und Metaphysik seine eingehende Kenntnis der Philosophie von Locke, Leibniz und Hume und gilt wegen seiner Logica de' Giovanetti und Delle scienze metafisiche (1766) als Wiederhersteller der Philosophie in Italien – gegen starken Widerstand der Scholastiker. Wegen dieser Angriffe konnte seine Schrift Universae Christianae Theologiae Elementa erst 1771 (nach seinem Tod) erscheinen.
Zu seinen Lehrern zählte Giambattista Vico; Pasquale Galluppi war einer seiner Schüler.